# Собор Святого Томаса Мора (Арлингтон)
 Собор святого Томаса Мора (англ. Cathedral of Saint Thomas More) — католическая церковь, находящаяся в городе Арлингтон, США. Церковь святого Томаса Мора является кафедральным собором епархии Арлингтона. Церковь освящена в честь святого Томаса Мора.

## История
Церковь святого Томаса Мора в Арлингтоне была построена в 1938 году. В 1974 году, после учреждения Святым Престолом епархии Арлингтона, церковь святого Томаса Мора стала кафедральным собором этой католической епархии.